# Pangu Party
Die Pangu Party (auch Papua and Niugini Union Pati, englisch Papua and New Guinea Union Party; Abkürzung PANGU) ist die älteste politische Partei in Papua-Neuguinea.
Die Pangu Party wurde 1967 von Michael Somare, dem späteren ersten Premierminister von Papua-Neuguinea gegründet. Sie war von 1975 bis 1980 und von 1982 bis 1985 Regierungspartei unter Somare als Premierminister. Von 1988 bis 1992 regierte eine von der Pangu Party geführte Koalitionsregierung unter Rabbie Namaliu, der 1975 den Vorsitz übernommen hatte. Somare ist heute, nachdem er 1995 mit der Pangu Party brach, Vorsitzender der National Alliance Party.
Bis 1997 war die Pangu Party stets stärkste Kraft im Nationalparlament Papua-Neuguineas.
Bei den Parlamentswahlen 2002 gewann die Partei sechs von 109 Sitzen und wurde Mitglied der Regierungskoalition von Michael Somare. Nach den Parlamentswahlen von 2007, bei denen Pangu fünf Sitze für sich gewinnen konnte, setzte sie ihre Beteiligung an der neuen Koalition Somares fort. Bei der Parlamentswahl von 2012 konnte sie nur noch einen Sitz erringen. Nach diesem zwischenzeitlichen Absturz in die Bedeutungslosigkeit erreichte die Pangu Party 2017 zehn Sitze und wurde drittstärkste Kraft im Parlament. Nach Austritt des seit 2014 amtierenden PANGU-Chefs Sam Basil mit fast allen verbliebenen Parteimitgliedern am 3. Mai 2019 kam es jedoch beinahe zur Selbstauflösung. Die Aufnahme einer Gruppe ehemaliger PNC-Abgeordneter um James Marape in die Partei verhinderte dies. Seit dem 30. Mai 2019 stellt die Pangu Party mit dem neuen Parteiführer Marape wieder den Premierminister. Nach der Parlamentswahl 2022 wurde sie mit 42 Sitzen erneut stärkste Kraft.